# Stiphropus melas
Stiphropus melas là một loài nhện trong họ Thomisidae.
Loài này thuộc chi Stiphropus. Stiphropus melas được miêu tả năm 1966 bởi Jézéquel.